# فرنان پیکو
فرنان پیکو (فرانسوی: Fernand Picot‎; ۱۰ مهٔ ۱۹۳۰ – ۲۲ اکتبر ۲۰۱۷) دوچرخه‌سوار اهل فرانسه بود.